# Ismåge
Ismågen, er, som navnet antyder, en måge, som lever højt mod nord. Den ses sjældent i Danmark. Alligevel skete det 29. december 2006, at en ismåge kom forbi på Langø Havn på Lolland, og bragte hundredvis af turister til den lille by.